# Vanessa Caffin
 (mai 2020).
Si vous disposez d'ouvrages ou d'articles de référence ou si vous connaissez des sites web de qualité traitant du thème abordé ici, merci de compléter l'article en donnant les références utiles à sa vérifiabilité et en les liant à la section « Notes et références ».
Pour les articles homonymes, voir Caffin.
Vanessa Caffin, née en janvier 1976, est une journaliste, romancière, et réalisatrice française.

## Biographie
Ancienne journaliste sportive au Journal du dimanche (JDD), et chroniqueuse de l’émission On refait le match animée par Eugène Saccomano, Vanessa Caffin publie de nombreux ouvrages sur le football, avant de prendre la Direction de la Communication de la Ligue de Football Professionnel (LFP).
En 2009, elle s’oriente vers le web et la création et la réalisation d’émissions et de formats courts à forte viralité (Pitch Elevator et Chic#Choc pour Yahoo !, I Love My Phone pour Orange...). Entre 2013 et 2015, elle anime et réalise l’émission hebdomadaire Pitch Elevator sur Yahoo ! où elle interviewe, coincée dans un ascenseur, des stars de la musique, du cinéma et de la télévision.
En parallèle, elle publie son premier roman J’aime pas l’amour ou trop peut-être (Éditions Anne Carrière, 2008). Suivent Mémoire Vive (Belfond, 2010) et Rossmore Avenue (Belfond, 2011), seul roman français sélectionné au Book Market du Festival du Film de Berlin en 2012.
En 2014, elle publie le thriller Souviens-toi de demain (Calmann-Lévy), puis Zigzags en 2018, coécrit avec Thierry Mattei, et qui s’est vendu à plus de 25 000 exemplaires.
En 2021, elle publie L'Indésirable puis, en 2023, Les heures de la nuit ne rattrapent jamais celles du jour (Editions de la Martinière), finaliste du Prix Françoise Sagan et du prix des lecteurs de la ville de Brive.
En 2021, elle fonde avec l'éditrice de presse Jeanne Thiriet la maison d'édition Livres Agités, une maison indépendante et engagée dédiée aux primo-romancières, dont l'objectif est de porter des récits qui réinventent nos sociétés, traversés par le féminisme, l'écologie et la justice sociale.
En 2018, elle réalise le court métrage Marche sur l’eau, coproduit par OCS et diffusé sur la chaîne à l’automne 2018, avec au casting Alysson Paradis, Tatiana Werner et Olivier Pages.
En 2020, elle réalise le court métrage Et dehors ils embrassaient le silence, avec Alysson Paradis toujours, mais également Laëtitia Eïdo, l'héroïne de la série israélienne Fauda, Dounia Sichov, Pierre Helie, ou encore Antoine de Giuli. Le film a été diffusé sur OCS en 2021.
En 2022, elle réalise, à nouveau avec la participation d'OCS, le court métrage Temps de chien, avec Alysson Paradis, Laurent Bateau, Sabine Haudepin, Dominique Reymond, Dominique Frot, Gilles-Gaston Dreyfus et Manuel Guillot. Le film, multi-primé à l'étranger, parcourt le monde en festivals. 
Elle développe actuellement son premier long métrage, adapté de l’un de ses romans.

## Œuvres
- Les Grandes Équipes de Foot. Marseille, Roma, Italie, Ernesto Gremese Editore, 2009, 94 p.  (ISBN 978-88-7301-345-7)
- Les années Jacquet. Le Livre d’or, avec Gilles Verdez, Paris, Éditions Solar, coll. « Sports 2000 », 1999, 127 p.  (ISBN 2-263-02838-2)
- Les années Lemerre. Série en cours 1998-2001, avec Gilles Verdez, Paris, Éditions Solar, coll. « Sports 2000 », 2001, 119 p.  (ISBN 2-263-03145-6)
- Génération Zidane, Paris, Éditions Solar, 2005, 118 p.  (ISBN 2-263-03871-X)
- Générations Zidane. Bravo et merci, 1994-2006, Paris, Éditions Solar, 2006, 139 p.  (ISBN 2-263-04252-0)
- Les 11 Clubs les plus riches du monde, avec Matthias Galante, Paris, Éditions Solar, 2007, 127 p.  (ISBN 978-2-263-04339-0)

Romans
- J'aime pas l'amour, ou trop, peut-être, Paris, Éditions Anne Carrière, 2008, 238 p.  (ISBN 978-2-84337-493-7)[1]
- Mémoire vive, Paris, Éditions Belfond, 2010, 213 p.  (ISBN 978-2-7144-4726-5)[2]
- Rossmore avenue, Paris, Éditions Belfond, 2011, 235 p.  (ISBN 978-2-7144-5000-5)[3],[4]
- Souviens-toi de demain, Paris, Éditions Calmann-Lévy, 2014, 240 p.  (ISBN 978-2-7021-5385-7)[5]
- Zigzags, Paris, France Loisirs, 2018, 286 p.  (ISBN 978-2-298-13919-8)
- L'Indésirable, Paris, Editions du 123, 2021, 288 p.
- Les heures de la nuit ne rattrapent jamais celles du jour, éditions de la Martiniere, 2023, 304p.  (ISBN 9791040114994)

Cinéma
- 2018 : Marche sur l'eau, court métrage co-produit par Alliance de Production Cinématographique et OCS, diffusé sur OCS en 2018
- 2020 : Et dehors ils embrassaient le silence, court métrage produit par Prosh, diffusé sur OCS en 2021
- 2022 : Temps de chien, court métrage produit par Prosh, diffusion OCS en 2022